# Clyde Bruckman's Final Repose
«Clyde Bruckman's Final Repose» es el cuarto episodio de la tercera temporada de la serie de televisión de ciencia ficción estadounidense The X-Files. Dirigido por David Nutter y escrito por Darin Morgan, la entrega sirve como una historia del «monstruo de la semana», es decir, una trama independiente desconectada de la mitología general de The X-Files. Originalmente transmitido por la cadena Fox el 13 de octubre de 1995, «Clyde Bruckman's Final Repose» recibió una calificación Nielsen de 10,2 y fue visto por 15,38 millones de espectadores. El episodio recibió elogios de la crítica y varios escritores lo nombraron entre los mejores de la serie. El episodio ganó un Emmy por Mejor Escritura en una Serie de Drama y un Emmy por Mejor Actor Invitado en una Serie de Drama.
El programa se centra en los agentes especiales del FBI Fox Mulder (David Duchovny) y Dana Scully (Gillian Anderson), quienes trabajan en casos relacionados con lo paranormal llamado expedientes X. Si bien Mulder cree en los fenómenos clasificados convencionalmente como paranormales, a la escéptica Scully se le asignó la tarea de desacreditar su trabajo. A medida que trabajan juntos a lo largo del tiempo, los dos van desarronllado un respeto profesional mutuo y una profunda amistad. En este episodio, Mulder y Scully investigan una serie de asesinatos de psíquicos y adivinos. Los dos son asistidos por Clyde Bruckman (Peter Boyle), un individuo enigmático y reacio que posee la habilidad de prever cómo va a morir la gente.
Morgan deseaba escribir un episodio de The X-Files en el que uno de los personajes se suicida al final. Aunque Morgan inicialmente temía agregar humor a su guion, hizo un compromiso al hacer que el episodio fuera lo más oscuro posible. Varios de los nombres de los personajes son referencias a actores y guionistas de la era del cine mudo. En particular, el episodio presenta una predicción de Bruckman (que la Agente Scully no morirá) que luego se reserva en el episodio de la sexta temporada «Tithonus».

## Argumento
En una licorería en Saint Paul, Minesota, Clyde Bruckman (Peter Boyle), un vendedor de seguros de vida, compra una botella de whisky escocés, un periódico tabloide y un boleto de lotería y se va. En la calle, casi choca con un hombre discreto (Stuart Charno), que se dirige a una lectora de palmas llamada Madame Zelma (Karin Konoval). Después de buscar fortuna, el hombre discreto la ataca y la mata. Unos días después, los ojos y las entrañas de una lectora de hojas de té, que también era coleccionista de muñecas, se encontraron en su apartamento, y su cuerpo no está. Los agentes del FBI Fox Mulder (David Duchovny) y Dana Scully (Gillian Anderson) llegan a la escena de ese asesinato para ayudar a la policía local, que reclutó la ayuda de un psíquico, el excéntrico «Stupendous Yappi» (Jaap Broeker). Aunque el psíquico entrega pistas extremadamente vagas, los policías están completamente impresionados; sin embargo, tanto Scully como Mulder no lo están.
Mientras tanto, después de que Bruckman saca la basura para su vecino, descubre el cuerpo de Madame Zelma afuera en su contenedor de basura. Cuando es entrevistado por Mulder y Scully, revela detalles sobre el crimen que no podía haber sabido por los relatos de los medios, lo que hace que Mulder crea que Bruckman tiene una habilidad psíquica. Mulder insiste en que Bruckman los acompañe en una visita a la escena del crimen en el apartamento del coleccionista de muñecas. Gracias a la información aparentemente obtenida psíquicamente de Bruckman, su cuerpo pronto se encuentra en un lago cercano.
En la estación de policía, Mulder prueba la habilidad de Bruckman haciéndole manipular varios objetos para ver qué le «dicen». Se hace evidente que el único talento psíquico real de Bruckman es la capacidad de ver los detalles de las muertes de las personas. Scully llega con un llavero con la insignia de una empresa de inversión que utiliza la astrología para hacer predicciones financieras, tomado del cuerpo del coleccionista de muñecas; el mismo llavero se encontró en dos de los otros adivinos muertos. Bruckman sabe que la firma es propiedad de un tal Claude Dukenfield, no a través de una revelación psíquica sino porque casualmente le vendió al hombre una póliza de seguro recientemente. Sin embargo, dice que Mulder y Scully no podrán hablar con Dukenfield porque ya fue asesinado.
Mulder y Scully llevan a Bruckman a un lugar boscoso donde Bruckman dijo que encontrarán el cuerpo de Dukenfield. Mientras trotan por el bosque, Bruckman explica cómo adquirió su habilidad tras la muerte de Buddy Holly y The Big Bopper en un accidente aéreo. Sin embargo, Bruckman no puede identificar el lugar exacto donde está el cuerpo, por lo que regresan al automóvil estacionado, donde ven una mano sin vida que sobresale del barro húmedo debajo. Posteriormente, se encuentran rastros de fibras de seda en Dukenfield similares a las fibras encontradas en víctimas anteriores; luego se analizan y se descubre que son de encaje.
En su casa, Bruckman recibió una nota del asesino que decía que moriría cuando se conocieran por primera vez y que saludaba a los agentes del FBI. Aparentemente, el asesino también tiene alguna habilidad psíquica: el matasellos está fechado antes de que Bruckman se uniera a la investigación del asesinato. Bruckman describe la muerte de Mulder como la ve el asesino: el asesino le corta la garganta después de pisar un pastel en la cocina. Sin embargo, Bruckman le dice a Mulder que no puede ver lo que sucede después. Mientras tanto, el hombre discreto consulta a un lector de cartas de tarot (Alex Diakun), quien dice que el asesino busca respuestas de «un hombre con una sabiduría especial» y que su confusión pronto terminará abruptamente «con la llegada de una mujer, rubia o morena, posiblemente pelirroja». Cuando solo queda una carta sin voltear, el asesino dice que no es para él sino para el lector, y le da la vuelta para revelar la carta de la «muerte».
Como el asesino conoce la dirección de la casa de Bruckman, los agentes lo llevan a un hotel donde se turnan para protegerlo. Si bien Scully no cree en el poder de Bruckman, los dos desarrollan una rápida amistad. Scully le pregunta a Bruckman si puede ver su propio final. Él responde que puede ver su final, que terminarán juntos en la cama, en un momento muy especial que ninguno de los dos olvidará jamás. Esto refuerza su escepticismo. Bruckman le pregunta a Scully por qué no está interesada en saber cómo morirá. Scully finalmente le pide que le diga, a lo que Bruckman responde: «No lo harás».
Un detective llamado Havez (Dwight McFee) asume el cargo de guardia de Bruckman cuando Mulder y Scully son llamados para investigar otra nueva víctima de asesinato: el lector de cartas de tarot. Cuando se van, se topan con un botones que está entregando comida en la habitación de Bruckman. El botones es en realidad el asesino, y cuando entra en la habitación (mientras Havez está en el baño), está encantado de descubrir que llevaron a Bruckman justo donde trabaja. Cuando está a punto de matar a Bruckman, Havez vuelve a entrar y el asesino lo ataca y lo mata. Mientras tanto, Scully encuentra la misma fibra de seda en la nueva escena del crimen y, al darse cuenta de que el botones la tenía en su bandeja, deduce que él es el asesino. Se apresuran a regresar al hotel. Mulder persigue al asesino hasta la cocina del sótano y la escena se desarrolla como se describe en la premonición anterior de Bruckman,
Al no poder encontrar a Bruckman en el hotel, Mulder y Scully regresan al apartamento de Bruckman y descubren que Bruckman se suicidó; Scully ve que le ataron una bolsa de plástico alrededor de la cabeza y que tiene un frasco de pastillas en la mano. Scully se sienta en la cama de Bruckman sosteniendo su mano, profundamente conmovida, tal como lo había predicho. Esa noche, Scully ve un comercial de Stupendous Yappi en la televisión, lo que hace que le arroje su teléfono.

## Producción

### Concepción y escritura

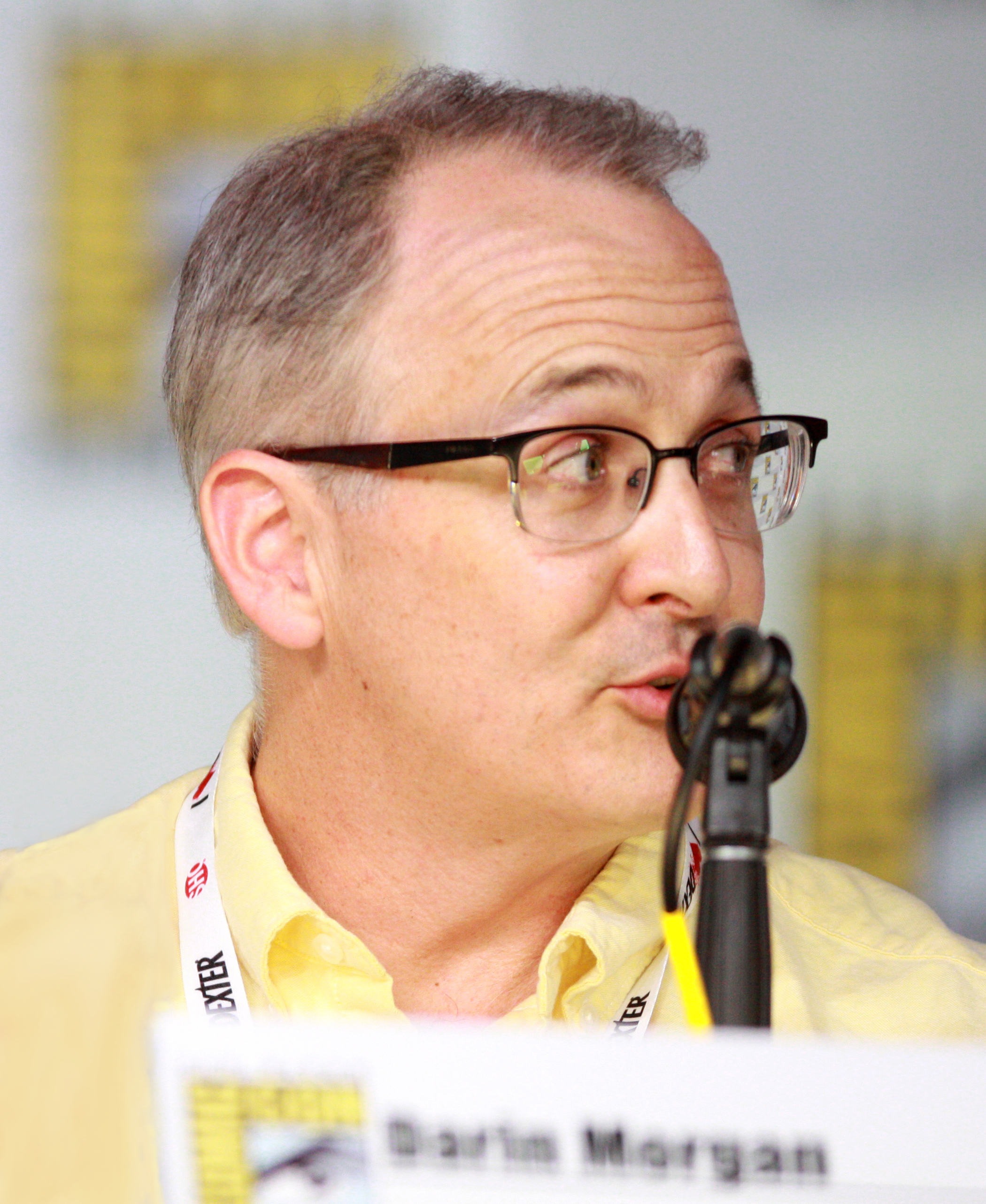
El episodio fue escrito por Darin Morgan, por lo que es su segundo crédito de escritura para la serie

Este episodio fue el segundo de cuatro episodios escritos por Darin Morgan durante su ejecución inicial. Morgan había escrito previamente el episodio de la segunda temporada «Humbug», que fue una ruptura estilística de la norma de la serie, siendo más abiertamente humorístico. Después de trabajar en dicho episodio, Morgan se preocupó de haber escrito el guion de la manera «incorrecta», por lo que decidió escribir una historia más tradicional de The X-Files la próxima vez que escribiera un episodio. Para inspirarse, Morgan vio el episodio de la primera temporada «Beyond the Sea», que presenta a un criminal poco confiable que afirma tener poderes psíquicos. Morgan quedó impresionado por la historia y su tono, y trató de escribir un guion que emulara su sensación general. Al principio, Morgan estaba receloso de centrarse demasiado en el humor, por lo que decidió hacer su episodio muy oscuro; al final, sin embargo, decidió alegrar un poco el estado de ánimo añadiendo algunos chistes. El tono del episodio también se vio afectado por la depresión de Morgan, lo que lo llevó a desarrollar una trama en la que el personaje principal se suicida al final.
El episodio se centra en gran medida en el libre albedrío y el determinismo fatalista, temas que atrajeron a Morgan debido a su frustración con la tarea de trazar historias de episodios. Morgan explicó más tarde que la forma en que Bruckman y el asesino interactúan era «realmente fácil de trazar, pero [hace que] la historia parezca complicada». Mientras trabajaba en el guion, Morgan se dio cuenta de que si bien se supone que Mulder es inteligente, el hablar con una «persona normal» en la vida real, parecería paranoico o loco. El escritor se inspiró así para «sacudir la imagen de Mulder» en el episodio haciéndolo falible y tonto. Este enfoque se ilustra por cómo Mulder ve a Bruckman «solo como un fenómeno» y no como una persona, mientras que Scully ve al personaje principal como un ser humano, ante todo.
La críptica predicción de Bruckman de que Scully no moriría «puso a los fanáticos en un frenesí» debido a sus implicaciones. Morgan afirmó que Bruckman sabía muy bien cómo moriría Scully, pero decidió retener la información simplemente porque le agradaba. Sin embargo, muchos interpretaron la línea en el sentido de que Scully no podía morir en realidad y era, en esencia, inmortal. Frank Spotnitz argumentó más tarde que esta subtrama estaba respaldada por el episodio de la sexta temporada «Tithonus», que mostraba a Scully comenzando a morir, solo para que regresara, cumpliendo la profecía de Bruckman. Spotnitz luego calificó este final como «muy satisfactorio». Sin embargo, en 2011, Spotnitz pareció sugerir que Scully era, de hecho, inmortal. Esta interpretación fue aparentemente verificada por el creador de la serie Chris Carter en un AMA (Ask Me Anything) de reddit de 2014.

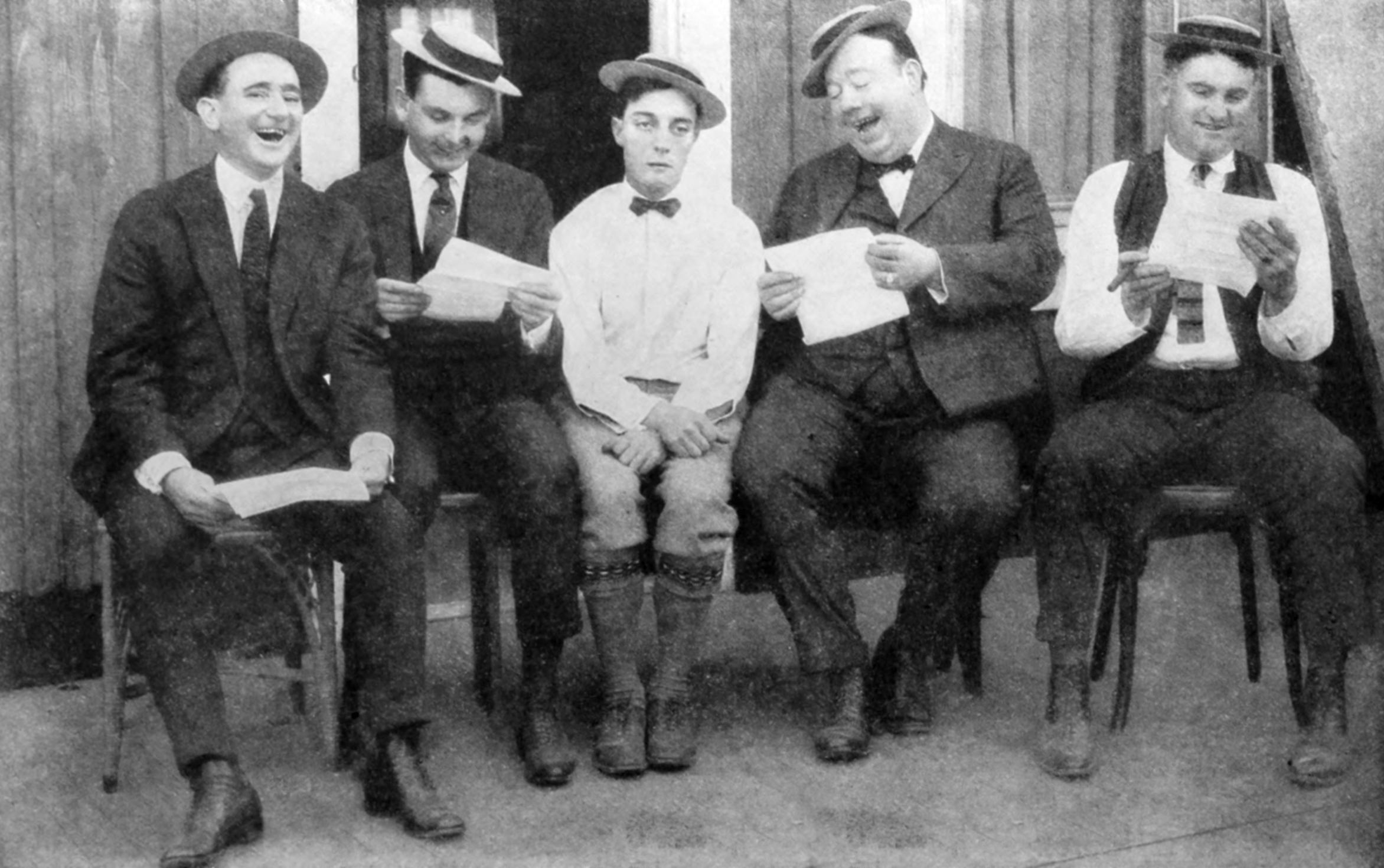
Buster Keaton (centro) con los escritores (desde la izquierda) Joe Mitchell, Clyde Bruckman, Jean Havez y Eddie Cline (1923)

La broma de Bruckman sobre la muerte de Fox Mulder por asfixia autoerótica se inspiró tanto en las referencias anteriores de la serie al gozo de Mulder por la pornografía, como en un libro que Morgan había leído sobre investigaciones de homicidio. Morgan señaló más tarde que si bien la línea de Bruckman puede haber sido profética, la agregó simplemente para ser graciosa.
Muchos de los nombres utilizados en el episodio hacen referencia o aluden a figuras notables de la era del cine mudo. El nombre «Clyde Bruckman», por ejemplo, es una referencia directa a un escritor y director de comedias mudas que se suicidó en 1955. El Detective Havez y el Detective Cline hacen referencia al escritor Jean Havez y al director Eddie Cline, respectivamente. Los nombres de una de las víctimas, Claude Dukenfield, era el nombre real de W. C. Fields. El nombre del hotel en este episodio, «Le Damfino», hace referencia al barco en la película de Buster Keaton The Boat.

### Reparto y rodaje
El personaje principal, que se basó en el padre «depresivo» de Morgan, fue escrito originalmente con Bob Newhart en mente, pero Peter Boyle fue elegido más tarde. Aunque Chris Carter prefirió contratar a personas menos conocidas para el programa, creía que Boyle era «un actor de carácter tan talentoso» que hizo una excepción. El personaje de «Stupendous Yappi», a quien Morgan describió como un cruce entre Uri Geller y Amazing Kreskin, fue escrito específicamente para Jaap Broeker, el sustituto de David Duchovny. El personaje volvió a aparecer más tarde en el episodio «Jose Chung's From Outer Space». Stuart Charno, acreditado como Stu Charno en el episodio, interpretó al asesino en este episodio; es el esposo de la ex escritora de la serie Sara Charno.
«Clyde Bruckman's Final Repose» se filmó en Columbia Británica, al igual que el resto de la tercera temporada del programa. El productor de efectos visuales Mat Beck y Toby Lindala crearon la elaborada secuencia de sueño en la que el cuerpo de Bruckman se descompone. Para crear el efecto, el equipo de diseño preparó un maniquí con un esqueleto hecho de cableado de cobre. Luego, el equipo cubrió este marco con piel gelatinosa y calentó el cableado; esto derritió la piel, creando la ilusión de que el cuerpo se estaba desintegrando. La secuencia completa comprendía ocho segmentos discretos, algunos de los cuales presentaban a Boyle maquillado, otros el maniquí y otros un esqueleto CGI. Debido a que el director del episodio, David Nutter, estaba trabajando bajo una serie de limitaciones, a Morgan se le permitió efectivamente servir como «productor», y después de que se completó la filmación del episodio, Morgan trabajó en estrecha colaboración con el editor de la serie para producir el corte final. Esta versión fue originalmente 10 minutos por encima del límite de tiempo, lo que resultó en que varias escenas de Bruckman y Scully fueran eliminadas del episodio.

## Recepción

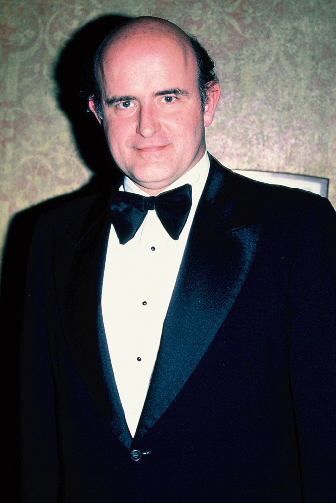
La interpretación de Boyle de Clyde Bruckman le valió un Emmy.

«Clyde Bruckman's Final Repose» se emitió originalmente en la cadena Fox el 13 de octubre de 1995. El episodio obtuvo una calificación Nielsen de 10,2, con una participación de 18, lo que significa que aproximadamente el 10,2 por ciento de todos los hogares equipados con televisión y el 18 por ciento de los hogares que miran televisión, sintonizaron el episodio. El episodio fue visto por 15,38 millones de espectadores. El éxito del episodio lo llevó a ganar dos premios Primetime Emmy: el escritor Darin Morgan ganó el Emmy por Mejor Escritura en una Serie de Drama, mientras que Peter Boyle ganó el Emmy por Mejor Actor Invitado en una Serie de Drama.
«Clyde Bruckman's Final Repose» fue elogiado por la crítica. Robert Shearman y Lars Pearson, en su libro Wanting to Believe: A Critical Guide to The X-Files, Millennium & The Lone Gunmen, le dieron al episodio un total de cinco estrellas y lo llamaron «una pequeña porción de genio». Los dos aplaudieron el rico humor del episodio, así como su exploración de temas extremadamente oscuros de una manera alegre. Shearman y Pearson concluyeron que «las preguntas problemáticas que Morgan plantea aquí» sobre el libre albedrío y la muerte «se responden mejor con la redacción del episodio en sí... un episodio como este no es aleatorio, está finamente elaborado, reflexivo y compasivo, y es un triunfo del individualismo». El autor Phil Farrand calificó el episodio como su tercer episodio favorito de las primeras cuatro temporadas en su libro The Nitpickers Guide to the X-Files. Tanto Paul Cornell como Keith Topping, en el libro  X-Treme Possibilities, aplaudieron el episodio; Cornell lo calificó como «un trabajo extraordinario» y «en conjunto hermoso», mientras que Topping lo etiquetó como una «pequeña joya». Por el contrario, Martin Day, en el mismo libro, escribió una crítica negativa, calificándolo «más aburrido que una cosa aburrida con botones aburridos», a pesar de señalar que era «inteligente y bien actuado».
Paula Vitaris de Cinefantastique le dio al episodio cuatro estrellas de cuatro y lo llamó «uno de esos episodios raros donde todo se junta: divertido, extraño, absurdo, irónico y triste». Aplaudió la actuación de Boyle y señaló que él «ofrece una actuación que simplemente se apodera de la pantalla del televisor», y argumentó que «solo actores tan fuertes como Duchovny y Anderson, con su expresión felizmente inexpresiva, podrían soportar una presencia tan titánica, pero lo soportan». Entertainment Weekly le dio al episodio una rara «A+», escribiendo, «Boyle recibe mucha ayuda de otro guion superlativo, divertido por un minuto [que] captura muy bien uno de los temas generales del programa: el destino y el aislamiento del hombre». El crítico de The A.V. Club Zach Handlen le dio al episodio una «A» y escribió positivamente sobre el final, escribiendo que, «para un episodio que termina con un personaje agradable que se suicida, “Bruckman” no es lo que yo llamaría una decepción». llamó a la entrada su «episodio favorito de The X-Files porque es divertido, lleno de suspenso, le va bien con Scully y Mulder, y crea algunos personajes indelebles».
Desde su emisión original, los críticos incluyeron «Clyde Bruckman's Final Repose» entre los mejores episodios de X-Files. TV Guide lo calificó como el décimo episodio más importante en la historia de la televisión. El sitio web de reseñas IGN lo nombró el mejor episodio independiente de X-Files de toda la serie, escribiendo que el episodio «es un episodio distintivo de la serie, que mezcla una buena cantidad de humor [...] con algunos asuntos muy desagradables [...]. En solo 44 minutos, Boyle crea un personaje completamente formado que tiene un gran impacto en su única aparición». Topless Robot lo nombró el noveno episodio más divertido de la serie. Starpulse lo incluyó como el tercer mejor episodio de The X-Files. Charlie Jane Anders y Javier Grillo-Marxuach de io9 lo incluyeron en la lista de «10 episodios de televisión que cambiaron la televisión». Tom Kessenich, en Examinations: An Unuthorized Look at Seasons 6-9 de the X-Files, nombró al episodio como la séptima mejor entrega de la serie, y señaló que presenta «una maravillosa combinación de humor, drama y patetismo, algo que The X-Files hizo mejor que cualquier otro programa en la última década». El elenco y el equipo de la serie expresaron su satisfacción por la entrega. Duchovny considera que «Clyde Bruckman's Final Repose» es uno de sus episodios favoritos de la tercera temporada. Nutter lo destacó como una de las entradas más agradables en las que había trabajado. También señaló que, «la escritura fue tan ajustada, tan nítida y tan fresca que creo que, como director, lo único que tienes que hacer es crear la atmósfera, configurar los personajes, configurar las tomas y básicamente estás invisible. Luego da un paso atrás y deja que suceda». El escritor y productor de la serie Frank Spotnitz declaró que el episodio funcionó en muchos niveles y que es su favorito de los episodios escritos para el programa por Morgan. En 2016, Ira Madison de Vulture lo nombró el mejor episodio de la serie y «uno de los mejores episodios de televisión de todos los tiempos», afirmando que el episodio «toma todos los elementos que hicieron a la serie tan icónica y los arroja a todos en un desgarradora entrega».